# Eugen Franz Erwein von Schönborn
Graf Eugen Franz Erwein von Schönborn (* 27. Januar 1727 in Mainz; † 25. Juli 1801 in Wien) war k.k. wirklicher Geheimer Rat und Oberst-Erbtruchseß von Österreich.

## Herkunft
Seine Eltern waren der Graf Anselm Franz von Schönborn-Puchheim (* 4. Juni 1681; † 10. Juli 1726) und dessen Ehefrau, die Gräfin Maria Theresia von Montfort (* 1. Februar 1698; † 3. April 1751). Sein Vater war k. k. Kämmerer und Geheimer Rat, General der Kavallerie, kommandierender General des oberrheinischen Kreises und Oberst eines Infanterie-Regiments. Eugen Franz wurde nach dem Tod des Vaters geboren. Der Bamberger Fürstbischof Graf Friedrich Karl von Schönborn und der Reichshofrat Rudolph Franz Erwein von Schönborn waren seine Onkel.

## Leben
Er erhielt eine sorgfältige Erziehung, wurde k.k. wirklicher Geheimer Rat und Kämmerer und Oberst-Erbtruchseß von Österreich. Im Jahr 1790 erhielt er den Orden vom Goldenen Vließ (Nr. 827).
Er erweiterte den ohnehin schon bedeutenden Besitzstand der Familie um ein Ansehnliches. Er besaß die Familienherrschaft Schönborn und erbte von seinem Onkel die Herrschaft Weyerburg und die Herrschaft Mautern an der Donau. Ferner kaufte er 1766 die unweit Mautern gelegene Herrschaft Rossatz. Er kaufte Heußenstamm (Heissenstein) und von seinem Onkel Rudolph Franz die große ungarische Herrschaft Munkács.
In Munkács errichtete der Graf eine Strumpffabrik und ein ansehnliches Gestüt. Über den Fluss Latorza errichtete er 1782 eine Brücke.

## Familie
Der Graf heiratete 1751 die Fürstin Maria Elisabeth von Salm (* 4. April 1729; † 4. März 1775), eine Tochter von Nikolaus Leopold zu Salm-Salm. Das Paar hatte fünf Töchter und zwei Söhne.
- Marie Christine (* 20. September 1754; † 25. August 1797) ⚭ Graf Franz Stephan von Silva-Tarouca (* 30. Januar 1750; † 5. März 1797)
- Amalie Ludovica (* 31. Januar 1756; † 31. Dezember 1802), Stiftsdame in Mons
- Maria Theresia (* 7. Juli 1758; † 23. Februar 1838) ⚭ Graf Johann Rudolf Czernin von und zu Chudenitz  (* 9. Juni 1757; † 23. April 1845)
- Elisabeth Franziska (* 7. Juni 1759), Stiftsdame in Thorn
- Maria Franziska (* 28. Juli 1763; † 20. Oktober 1825) ⚭ 1787 Franz Joseph von Sternberg-Manderscheid (* 4. September 1763; † 5. April 1830)
- Wilhelm Eugen (* 23. Oktober 1765; † 26. Mai 1770)
- Marquard Wilhelm (* 28. Dezember 1766; † 12. April 1769)

Nach dem Tod seiner ersten Frau heiratete er 1776 die Fürstin Marie Theresia von Colloredo (*  18. Juli 1744). Die Ehe blieb kinderlos.
Da alle Söhne als Kinder verstarben und die Töchter nicht erbten, fiel das Erbe an die ältere oder fränkische Linie, deren Begründer der Graf Rudolph Franz Erwein war.